# .kp
.kp je vrhovna internetska domena (country code top-level domain - ccTLD) za Sjevernu Koreju. Domenom upravlja Korejski kompjutorski centar.

## Vanjske poveznice
- IANA .kp whois informacija  Arhivirana inačica izvorne stranice od 4. srpnja 2008. (Wayback Machine)